# 孫日萱
孫日萱（？—1855年），字春叔，安徽徽州府休寧縣人。清朝政治人物。

## 生平
道光六年（1826年）丙戌科進士，選翰林院庶吉士，散館授編修。道光十一年（1831）任廣東鄉試副考官，次年任順天鄉試同考官，道光十四年（1834年）主陝西鄉試。道光十八年（1838年）任陝西道監察御史，次年任順天鄉試同考官。道光二十二年（1842年）任戶部銀庫查庫御史、鴻臚寺少卿，旋即革職。道光二十三年（1843年），因戶部庫丁舞弊一案牽連，交部嚴加議處。
太平天國興起後，勢如破竹。孫日萱在籍籌辦團練。咸豐五年（1855年），太平軍攻徽州府城，孫日萱與前太平府學教授杨惺予收集潰散，竭力堅守。城破，孫日萱在北門戰死。光緒三年（1877年），朝廷下旨在河南建立專祠，在休寧捐建專祠